# Laska perspektywa
Laska perspektywa (gwarowo Lašsko perspektywa) – grupa publicystów i pisarzy, pochodzących ze Śląska Czeskiego, działająca w latach 1936–1938.
Czołową postacią grupy był Óndra Łysohorsky. Wydał on w 1934 tomik Spiwajuco piaść (Śpiewająca pięść), w którym głosił tezę o istnieniu narodu laskiego, wynaradawianego przez Niemców, Czechów i Polaków. Twierdził również, że gwary laskie (zaliczane do języka czeskiego, ale mające też wiele cech gwar polskich) są osobnym językiem. Łysohorsky stworzył literacki język laski, oparty gwarach górnoostrawskich i opawskich oraz literackim języku czeskim i polskim. Aktywność grupy miała odrodzić naród laski i jego język. Z grupą związani byli też tacy twórcy jak Jan Stunavsky, Josef Šinovsky, Jura Hanys (właśc. Marek Bohumil) i Karel Kavan.